# Dragon Ash
Dragon Ash（ドラゴン・アッシュ）は、日本のミクスチャー・ロックバンド。所属レーベルはJVCケンウッド・ビクターエンタテインメント内のMOB SQUAD。

## 来歴

### 1997年
- 2月21日、ミニ・アルバム『The day dragged on』でメジャー・デビュー。
- 10月22日、1stシングル『Rainy Day And Day』を発売。
- 11月21日、1stアルバム『Mustang!』を発売。

### 1998年
- 9月2日、2ndアルバム『Buzz Songs』を発売。発売当時はランキング上位にならなかったが、1999年のブレイクによってロングヒット。70万枚を超える売上を記録。

### 1999年
- サポートメンバーであったBOTSが正式加入。
- 3月3日に発売した4thシングル『Let yourself go, Let myself go』が70万枚近くの売上を記録。
- 5月1日、5thシングル『Grateful Days』、6thシングル『I LOVE HIP HOP』を同時リリース。「Grateful Days」はバンド初のオリコン1位を記録し、売上枚数も約90万枚を記録。
- 7月23日、3rdアルバム『Viva La Revolution』を発売。約180万枚の売上を記録し、アルバムでは初めてオリコン1位を獲得。
- 年間で98.4億円を売上、アーティスト別売上7位にランクイン。

### 2001年
- 3月14日、4thアルバム『LILY OF DA VALLEY』を発売。80万枚を超える売上を記録。
- 年間で30.6億円を売上、アーティスト別売上31位にランクイン。

### 2002年
- 1月23日、10thシングル『Life goes on』を発売。オリコン週間ランキング2週連続1位を記録。売上枚数約80万枚で年間シングルセールス4位になる。
- 年間で15.5億円を売上、アーティスト別売上49位にランクイン。

### 2003年
- 以前からのサポート・メンバーであったHIROKI、DRI-V、ATSUSHIがメンバーとして正式加入。
- 3月3日、新レーベル「MOB SQUAD」を設立。
- 7月23日、5thアルバム『HARVEST』を発売。オリコン1位を獲得。
- 年間で15.3億円を売上、アーティスト別売上39位にランクイン。

### 2005年
- 9月7日、6thアルバム『Río de Emoción』を発売。オリコン1位を獲得。

### 2006年
- 7月19日、これまで発売されたすべてのアルバムが、iTunes StoreやMoraなどにて配信開始される。ただし『Viva La Revolution』に収録されている、Zeebraと共演した「Grateful Days feat. ACO, ZEEBRA」は権利処理がされていないため、配信されていない。

### 2007年
- 2月21日、7thアルバム『INDEPENDIENTE』を発売。
- 9月5日、Dragon Ashデビュー10周年を形にした初のベスト・アルバムを2枚同時発売。

### 2009年
- 3月4日、8thアルバム『FREEDOM』を発売。アルバム発売を記念してフリーライブが開催された。
- 6月10日より、シングルがiTunes Storeにて配信開始。ただし「Grateful Days」、「Summer Tribe」は配信されていない。「Deep Impact」は2012年8月22日より、「I LOVE HIP HOP」は同年9月19日より配信を開始。
- 8月1日、バンド初の試みとして、配信限定シングル『CALLIN'』をROCK IN JAPAN FESTIVAL会場内で先行配信。5日に一般配信。

### 2010年
- 12月8日、9thアルバム『MIXTURE』を発売。

### 2011年
- 12月31日、COUNTDOWN JAPAN 11/12に初出演。同年5月から左腕の「橈骨(とうこつ)神経麻痺」の治療で活動休止していたベーシスト・IKÜZÖNEが復帰。

### 2012年
- 4月21日、IKÜZÖNEが急性心不全のため死去。
- 8月22日、デビュー15周年を記念したベスト・アルバム『LOUD & PEACE』を発売。
- 9月19日、IKÜZÖNEが最後に携わった24thシングル『Run to the Sun/Walk with Dreams』を発売。

### 2013年
- 5月29日、6人体制でのレコーディング以降初のシングルとなる25thシングル『Here I Am』を発売。

### 2014年
- 1月15日、10thアルバム『THE FACES』を発売。
- 5月31日、ライブツアー「Dragon Ash Tour 〜THE SHOW MUST GO ON〜」のファイナル公演を、キャリア初となる日本武道館で開催した[4]。

### 2015年
- 3月16日、Kjがソロ活動を開始。
- 9月26日、タワーレコードプレゼンツイベント「Bowline 2015」のキュレーターを務め、15年ぶりに「TMC」を復活させた[5]。

### 2016年
- 11月9日、3年ぶりのシングルとなる27thシングル『光りの街』を発売。

### 2017年
- 2月21日、デビュー20周年を迎え、記念配信シングル『Mix It Up』をリリース。
- 5月26日、結成20年目にして初めてテレビ朝日系の音楽番組『ミュージックステーション』に出演し、「Mix It Up」を披露。
- 5月31日、3年4か月ぶりの11thアルバム『MAJESTIC』を発売。

### 2019年
- 7月10日、「Red Bull Air Race Chiba 2019」大会テーマ・ソングとして製作された、およそ2年振りとなる新曲「FLY OVER」を配信限定でリリース[6]。
- 7月19日、KenKenが大麻取締法違反（大麻所持）容疑で逮捕。これを受け翌日、所属するJVCケンウッド・ビクターエンタテインメントでは、彼が制作に携わった楽曲（音源）が含まれる全作品[注釈 1]の出荷や配信の全面停止を発表した[7]。
- 7月24日、サポートベーシストとしてT$UYO$HI（The BONEZ、Pay money To my Pain）を迎え、今夏のフェスおよびイベントに出演することを発表した[8]。
- 9月11日、配信停止となった新曲「FLY OVER」を、新体制で再録音した「Fly Over feat. T$UYO$HI」として再配信。また、ツアー会場限定でCD盤も販売。内容は本曲が収録されたCDと、Tシャツをパッケージングしたもの[9]。
- 11月13日、出荷・配信停止となっていた2014年以降の作品の再生産・再配信を開始[10]。但し前述の通り配信停止となった「FLY OVER」は配信されていない。
- 11月18日、KenKenが前述の不祥事によりサポートから脱退[11]。

### 2020年
- 2月21日、300を超える楽曲のストリーミング配信開始[12][13][14][15][16]
- 9月4日、ワンマンライブ「DRAGON ASH LIVE "DEPARTURE"」を以て、ATSUSHI・DRI-Vが脱退。

### 2021年
- 4月14日、配信シングル『エンデヴァー』をリリース。
- 6月30日、29thシングル『NEW ERA』をリリース。

### 2022年
- 4月20日、配信シングル「Tiny World」をリリース。

### 2023年
- 2月22日、デビュー25周年を記念して初となるトリビュート・アルバム『25 -A Tribute To Dragon Ash-』をリリース。The BONEZ、ストレイテナー、ACIDMAN、山嵐、PES（ex.RIP SLYME）、10-FEET、MAN WITH A MISSION、04 Limited Sazabys、BRAHMAN、MONGOL800、RED ORCA、ROTTENGRAFFTY、HEY-SMITHの13組が参加。
- 9月11日、Kjの体調不良のため、同月17日に行われる予定の「WILD BUNCH FEST.2023」への出演をキャンセルすることを発表[17]。
- 9月30日に開催される音楽フェス「THE DROP FESTIVAL 2023 in JAPAN」で活動を再開[18]。
- 11月2日、Kjの体調不良により11月のライブハウスツアー5公演を開催延期することを発表[19][19]。
- 12月13日、Kjが復帰を報告した[20]。

### 2024年
7月13日、盟友JESSE率いるThe BONEZとの2マンツアー「Straight Up」の開催を発表。同年7月23日に配信リリースされたThe BONEZの「Straight Up feat. Kj」にKjが参加。同年10月2日にJESSEを迎えて「Straight Up feat. JESSE」を配信リリース。

### 2025年
- 6月15日、櫻井誠が狭心症と診断されたことを発表。検査入院のため同月末まで活動を休止[22]。

## メンバー

### 現メンバー
- Kj（ケイジェイ、降谷 建志（ふるや けんじ）、1979年2月9日-）：ボーカル、ギター、リーダー
Dragon Ash楽曲のほとんどの作詞・作曲を担当。
前妻はタレントのMEGUMI。父は俳優の古谷一行。1児の父親。
- MAKOTO SAKURAI（マコト サクライ、桜井 誠（さくらい まこと）、1979年2月7日-）：ドラムス
Kj、BOTSとは同級生。HIROKIと共にendiveとしても活動している。ライブではMCを担当することが多い。趣味はゲームと料理で料理本を出版しており、ライブやフェスでも「桜井食堂」として出店している。最近では単独でパチスロ番組への出演も多くなっており、多くのライターとも共演している（『パチスロ(旅)』（フジテレビONE）で射駒タケシと共演他）。また、BiSHのメンバーであるセントチヒロ・チッチと2MCで「スパイストラベラー」にレギュラー出演している。既婚者で2児の父親。
- BOTS（ボッツ、佐藤哲也（さとう てつや）、1978年5月30日-）：ディスクジョッキー
1999年加入。正規メンバーとなる前から、MVやライブに参加していた。近年のステージではターンテーブリストとしてスクラッチを刻むだけではなく、ティンバレスを叩く姿も数多く見られる。サッカーチームではキャプテンを務めている。好きなサッカーチームは東京ヴェルディである。離婚歴あり。
- HIROKI（ヒロキ、杉山弘樹（すぎやま ひろき）、1966年2月9日-）：ギター
2003年加入。Dt.やSTROBO、そして桜井誠とのユニットendiveなど様々なプロジェクトでも活動し、他のアーティストへの楽曲提供やプロデュースワークなども行っている。既婚。
- IKÜZÖNE（イクゾーン、馬場育三（ばば いくぞう）、1965年11月1日 - 2012年4月21日）：ベース
ピンキー青木が結成したPinky & The Crazy Love Machineなどで活動後、Dragon Ashのメンバー募集のオーディションにより加入。メンバー最年長者としてDragon Ashの活動を支え続けた。既婚。2012年4月21日、急性心不全のため逝去。46歳没。Dragon Ash以外では、桜井と共にMotor Headphoneを結成し、YMOのトリビュート・アルバムや、PENICILLINの千聖のソロプロジェクトであるCrack 6にも参加した。インディーズ時代、飲みの席でhideを遠目に見て憧れていた。hideの死後、泥酔しhideミュージアムの壁に落書きをするなどした。腕にはhideの刺青を入れ、アンプヘッドにhide人形を飾っていたが、生前のhideと直接の関わりは無かった[注釈 2]。インディーズ時代のバンドVirusのアルバムがエクスタシーレコードから発売されている。ジャパニーズ・メタルとダイムバッグ・ダレルをこよなく愛していた。

#### サポートメンバー
- T$UYO$HI（ツヨシ、石川剛（いしかわ つよし））：ベース
Pay money To my Pain、The BONEZのメンバー。
KenKenのサポート終了後から参加。
加入当初からアーティスト写真やプロモーションでは正式メンバー同然で扱われている。

### 旧メンバー
- DRI-V（ドライブ、千葉雅紀（ちば よしのり）、1979年2月13日-）：ダンサー
2003年加入。RIP SLYMEの紹介で加入。ヒップホップ、ブレイキン、パントマイムなどダンスのあらゆる要素を独自の解釈で取り入れて活動。「DRI-V DANCE SCHOOL」として都内でダンスインストラクターとしても活動している。2020年9月4日、TACHIKAWA STAGE GARDENでのワンマンライブ「DRAGONASH LIVE "DEPARTURE"」を以て勇退[24]。
- ATSUSHI（アツシ、高橋淳（たかはし あつし）、1979年2月7日-）：ダンサー
2003年加入。為末大にヒップホップダンスを教えている。Dragon Ashの曲の振り付けを担当。RIP SLYMEの紹介で加入。2009年、プロジェクト「POWER of LIFE」を発起。2012年、平間至と共に宮城県塩竈市に於いて「GAMA ROCK FES」を立ち上げる。ランウェイモデルとしてパリコレクションにも出演している。2020年9月4日、TACHIKAWA STAGE GARDENでのワンマンライブ「DRAGONASH LIVE "DEPARTURE"」を以て勇退[24]。

#### 旧サポートメンバー
- KenKen（ケンケン、金子賢輔（かねこ けんすけ））：ベース
RIZEのメンバー。IKUZONEが左腕神経麻痺で療養していた2011年6月以降のライブにサポートベーシストとして参加する[25]。2014年リリースのアルバム『THE FACES』では楽曲を提供し、2016年リリースのシングル「光りの街」から本格的にレコーディングに参加し、2017年リリースのアルバム『MAJESTIC』ではDragon Ashのメンバーとしてクレジットされ、Dragon Ashのデビュー20周年に関する各方面の取材にもDragon Ashのメンバーとして対応した。不祥事により2019年11月にサポート終了・脱退。

## ディスコグラフィー

### シングル
Category:Dragon Ashの楽曲も参照のこと。
|          | 発売日         | タイトル                        | 規格品番               | チャート                | チャート | 初出アルバム                                                                    |
| オリコン | 発売日         | タイトル                        | 規格品番               | Billboard Japan Hot 100 |          | 初出アルバム                                                                    |
| -------- | -------------- | ------------------------------- | ---------------------- | ----------------------- | -------- | ------------------------------------------------------------------------------- |
| 1st      | 1997年10月22日 | Rainy Day And Day               | VIDL-30077 (8cmCD)     | -                       | -        | Mustang!                                                                        |
| 2nd      | 1998年5月21日  | 陽はまたのぼりくりかえす        | VICL-35024 (CD)        | 50位                    | -        | Buzz Songs                                                                      |
| 2nd      | 1998年6月24日  | 陽はまたのぼりくりかえす        | VIDL-30151 (8cmCD)     | -                       | -        | Buzz Songs                                                                      |
| 3rd      | 1998年7月23日  | Under Age's Song                | VICL-35031 (CD)        | 54位                    | -        | Buzz Songs                                                                      |
| 4th      | 1999年3月3日   | Let yourself go, Let myself go  | VICL-35047 (CD)        | 4位                     | -        | Viva La Revolution                                                              |
| 5th      | 1999年5月1日   | Grateful Days                   | VICL-35057 (CD)        | 1位                     | -        | Viva La Revolution                                                              |
| 6th      | 1999年5月1日   | I LOVE HIP HOP                  | VICL-35058 (CD)        | 4位                     | -        | Viva La Revolution                                                              |
| 7th      | 2000年3月15日  | Deep Impact                     | VICL-35112 (CD)        | 2位                     | -        | LILY OF DA VALLEY                                                               |
| 7th      | 2000年3月15日  | Deep Impact                     | VIJL-60055 (12inch)    | -                       | -        | LILY OF DA VALLEY                                                               |
| 8th      | 2000年7月12日  | Summer Tribe                    | VICL-35146 (CD)        | 4位                     | -        | 未収録                                                                          |
| 8th      | 2000年7月12日  | Summer Tribe                    | VIJL-60058 (12inch)    | -                       | -        | 未収録                                                                          |
| -        | 2000年8月23日  | EPISODE 2                       | VIJL-60065 (12inch)    | -                       | -        | LILY OF DA VALLEY                                                               |
| 9th      | 2000年11月29日 | Lily's e.p.                     | VICL-35217 (CD)        | 2位                     | -        | LILY OF DA VALLEY                                                               |
| -        | 2000年11月29日 | Amploud                         | VIJL-60071 (12inch)    | -                       | -        | LILY OF DA VALLEY                                                               |
| -        | 2000年11月29日 | 静かな日々の階段を              | VIJL-60072 (12inch)    | -                       | -        | LILY OF DA VALLEY                                                               |
| 10th     | 2002年1月23日  | Life goes on                    | VICL-35343 (CD)        | 1位                     | -        | The Best of Dragon Ash with Changes Vol.2                                       |
| 11th     | 2002年3月6日   | FANTASISTA                      | VICL-35355 (CD)        | 1位                     | -        | HARVEST                                                                         |
| 12th     | 2003年6月25日  | morrow                          | VICL-35390 (CD)        | 2位                     | -        | HARVEST                                                                         |
| 13th     | 2004年7月14日  | Shade                           | VICL-35692 (CD)        | 2位                     | -        | 未収録                                                                          |
| 14th     | 2005年6月1日   | crush the window                | VICL-35855 (CD)        | 2位                     | -        | Rio de Emocion                                                                  |
| 15th     | 2005年7月13日  | 夕凪Union                       | VICL-35856 (CD)        | 4位                     | -        | Rio de Emocion                                                                  |
| 16th     | 2006年7月19日  | Ivory                           | VICL-36142 (CD)        | 10位                    | -        | INDEPENDIENTE                                                                   |
| 17th     | 2006年9月27日  | few lights till night           | VICL-36160 (CD)        | 9位                     | -        | INDEPENDIENTE                                                                   |
| 18th     | 2006年12月6日  | 夢で逢えたら                    | VICL-36186 (CD)        | 10位                    | -        | INDEPENDIENTE                                                                   |
| 19th     | 2008年6月18日  | Velvet Touch                    | VICL-36440 (CD)        | 7位                     | -        | FREEDOM                                                                         |
| 19th     | 2008年6月18日  | Velvet Touch                    | VICL-36442 (CD)        | 7位                     | -        | FREEDOM                                                                         |
| 20th     | 2008年12月3日  | 繋がりSUNSET                    | VICL-36473 (CD)        | 10位                    | 50位     | FREEDOM                                                                         |
| 20th     | 2008年12月3日  | 繋がりSUNSET                    | VICL-36474 (CD)        | 10位                    | 50位     | FREEDOM                                                                         |
| 21st     | 2009年2月4日   | 運命共同体                      | VICL-36487 (CD)        | 11位                    | -        | FREEDOM                                                                         |
| -        | 2009年8月1日   | CALLIN'                         | 配信限定               | -                       | 39位     | LOUD & PEACE                                                                    |
| 22nd     | 2010年6月16日  | AMBITIOUS                       | VICL-36593 (CD)        | 8位                     | 4位      | MIXTURE                                                                         |
| 22nd     | 2010年6月16日  | AMBITIOUS                       | VIZL-381 (CD+DVD)      | 8位                     | 4位      | MIXTURE                                                                         |
| 23rd     | 2010年11月3日  | SPIRIT OF PROGRESS E.P.         | VICL-36618 (CD)        | 9位                     | 95位     | MIXTURE                                                                         |
| 23rd     | 2010年11月3日  | SPIRIT OF PROGRESS E.P.         | VICL-36619 (CD)        | 9位                     | 95位     | MIXTURE                                                                         |
| -        | 2011年7月13日  | DREAMIN'                        | 配信限定               | -                       | 96位     | ALL TIME SUPER GUEST                                                            |
| -        | 2012年7月4日   | Walk with Dreams                | 配信限定               | -                       | 18位     | THE FACES                                                                       |
| 24th     | 2012年9月19日  | Run to the Sun/Walk with Dreams | VICL-36707 (CD)        | 11位                    | -        | THE FACES                                                                       |
| 24th     | 2012年9月19日  | Run to the Sun/Walk with Dreams | VIZL-493 (CD+DVD)      | 11位                    | -        | THE FACES                                                                       |
| 25th     | 2013年5月29日  | Here I Am                       | VICL-36783 (CD)        | 16位                    | -        | THE FACES                                                                       |
| 26th     | 2013年11月27日 | Lily                            | VICL-36855 (CD)        | 24位                    | -        | THE FACES                                                                       |
| 26th     | 2013年11月27日 | Lily                            | VICL-36856 (CD)        | 24位                    | -        | THE FACES                                                                       |
| -        | 2014年1月22日  | Curtain Call                    | 配信限定               | -                       | -        | THE FACES                                                                       |
| -        | 2014年6月11日  | さらば青春                      | 配信限定               | -                       | -        | エレファントカシマシ カヴァーアルバム2 ～A Tribute to The Elephant Kashimashi～ |
| 27th     | 2016年11月9日  | 光りの街                        | VICL-37229 (CD)        | 12位                    | 12位     | MAJESTIC                                                                        |
| 27th     | 2016年11月9日  | 光りの街                        | VIZL-1070 (CD+DVD)     | 12位                    | 12位     | MAJESTIC                                                                        |
| -        | 2017年2月21日  | Mix It Up                       | 配信限定               | -                       | 86位     | MAJESTIC                                                                        |
| 28th     | 2017年3月29日  | Beside You                      | VICL-37251 (CD)        | 10位                    | 35位     | MAJESTIC                                                                        |
| 28th     | 2017年3月29日  | Beside You                      | VIZL-1117 (CD+DVD)     | 10位                    | 35位     | MAJESTIC                                                                        |
| 28th     | 2017年3月29日  | Beside You                      | VIZL-1118 (CD+DVD)     | 10位                    | 35位     | MAJESTIC                                                                        |
| -        | 2018年6月6日   | ROCKET DIVE                     | 配信限定               | -                       | -        | hide TRIBUTE IMPULSE                                                            |
| -        | 2019年7月10日  | Fly Over                        | 配信限定               | -                       | -        | 未定                                                                            |
| -        | 2019年9月11日  | Fly Over feat. T$UYO$HI         | 配信限定               | -                       | -        | 未定                                                                            |
| -        | 2021年4月14日  | エンデヴァー                    | 配信限定               | -                       | -        | 未定                                                                            |
| 29th     | 2021年6月30日  | NEW ERA                         | VIZL-1910 (CD+Blu-ray) | -                       | -        | 未定                                                                            |
| 29th     | 2021年6月30日  | NEW ERA                         | VIZL-1911 (CD+DVD)     | -                       | -        | 未定                                                                            |
| 29th     | 2021年6月30日  | NEW ERA                         | VIZL-1912 (CD+Blu-ray) | -                       | -        | 未定                                                                            |
| 29th     | 2021年6月30日  | NEW ERA                         | VIZL-1913 (CD+DVD)     | -                       | -        | 未定                                                                            |
| -        | 2022年4月20日  | Tiny World                      | 配信限定               | -                       | -        | 未定                                                                            |
| -        | 2022年9月9日   | Entertain                       | 配信+会場限定CD        |                         |          | 未定                                                                            |
| -        | 2023年2月8日   | VOX                             | 配信                   |                         |          | 25 -A Tribute To Dragon Ash-                                                    |

### アルバム

#### フル・アルバム
|          | 発売日         | タイトル           | 規格品番           | チャート                   | チャート | 備考         |
| オリコン | 発売日         | タイトル           | 規格品番           | Billboard Japan Hot Albums |          | 備考         |
| -------- | -------------- | ------------------ | ------------------ | -------------------------- | -------- | ------------ |
| 1st      | 1997年11月21日 | Mustang!           | VICL-60138 (CD)    | 24位                       | -        | -            |
| 2nd      | 1998年9月2日   | Buzz Songs         | VICL-60270 (CD)    | 8位                        | -        | -            |
| 3rd      | 1999年7月23日  | Viva La Revolution | VICL-60400 (CD)    | 1位                        | -        | -            |
| 4th      | 2001年3月14日  | LILY OF DA VALLEY  | VICL-60699 (CD)    | 2位                        | -        | -            |
| 4th      | 2001年3月14日  | LILY OF DA VALLEY  | VICL-60699A (CD)   | 2位                        | -        | 隠しトラック |
| 5th      | 2003年7月23日  | HARVEST            | VICL-60925 (CD)    | 1位                        | -        | -            |
| 6th      | 2005年9月7日   | Río de Emoción     | VICL-61724 (CD)    | 1位                        | -        | -            |
| 7th      | 2007年2月21日  | INDEPENDIENTE      | VICL-62298 (CD)    | 4位                        | -        | CD EXTRA付   |
| 7th      | 2007年2月21日  | INDEPENDIENTE      | VICL-62299 (CD)    | 4位                        | -        | -            |
| 8th      | 2009年3月4日   | FREEDOM            | VICL-63250 (CD)    | 6位                        | -        | -            |
| 8th      | 2009年3月4日   | FREEDOM            | VIZL-322 (CD+DVD)  | 6位                        | -        | -            |
| 9th      | 2010年12月8日  | MIXTURE            | VICL-63690 (CD)    | 7位                        | -        | -            |
| 9th      | 2010年12月8日  | MIXTURE            | VIZL-404 (CD+DVD)  | 7位                        | -        | -            |
| 10th     | 2014年1月15日  | THE FACES          | VICL-64098 (CD)    | 3位                        | -        | -            |
| 10th     | 2014年1月15日  | THE FACES          | VIZL-621 (CD+DVD)  | 3位                        | -        | -            |
| 11th     | 2017年5月31日  | MAJESTIC           | VICL-64800 (CD)    | 3位                        | 2位      | -            |
| 11th     | 2017年5月31日  | MAJESTIC           | VIZL-1172 (CD+DVD) | 3位                        | 2位      | -            |

#### ミニ・アルバム
| 発売日         | タイトル           | 規格品番            | チャート |
| 発売日         | タイトル           | 規格品番            | オリコン |
| -------------- | ------------------ | ------------------- | -------- |
| 1997年2月21日  | The Day dragged on | VICL-2182 (CD)      | 49位     |
| 1997年4月23日  | Public Garden      | VICL-60014 (CD)     | 59位     |
| 1998年12月19日 | Free Your Mind *33 | VIJL-60029 (12inch) | -        |

#### ベスト・アルバム
| 発売日        | タイトル                                  | 規格品番           | チャート |
| 発売日        | タイトル                                  | 規格品番           | オリコン |
| ------------- | ----------------------------------------- | ------------------ | -------- |
| 2007年9月5日  | The Best of Dragon Ash with Changes Vol.1 | VICL-62506 (CD)    | 3位      |
| 2007年9月5日  | The Best of Dragon Ash with Changes Vol.2 | VICL-62507 (CD)    | 2位      |
| 2012年8月22日 | LOUD & PEACE                              | VICL-63891/2 (2CD) | 3位      |
| 2012年8月22日 | LOUD & PEACE                              | VIZL-478 (3CD)     | 3位      |

#### リミックス・アルバム
| 発売日        | タイトル                    | 規格品番          | チャート |
| 発売日        | タイトル                    | 規格品番          | オリコン |
| ------------- | --------------------------- | ----------------- | -------- |
| 2004年3月24日 | HARVEST REMIXES             | VICL-61258 (CD)   | 24位     |
| 2004年7月7日  | HARVEST REMIXES             | VIJL-60113/4 (LP) | -        |
| 2015年3月9日  | dodecahedron mix by DJ BOTS | TRMIX-1 (CD)      | 11位     |

#### トリビュート・アルバム
| 発売日        | タイトル                     | 規格品番   | チャート |
| 発売日        | タイトル                     | 規格品番   | オリコン |
| ------------- | ---------------------------- | ---------- | -------- |
| 2022年2月22日 | 25 -A Tribute To Dragon Ash- | VICL-65786 | 6位      |

### 参加作品
| 発売日         | アーティスト   | タイトル                                                                        | 規格品番                          | 収録曲                                                                                    |
| -------------- | -------------- | ------------------------------------------------------------------------------- | --------------------------------- | ----------------------------------------------------------------------------------------- |
| 1998年7月23日  | V.A.           | DTエイトロン オリジナル・サウンドトラック                                       | VICL-60260                        | - 陽はまたのぼりくりかえす                                                                |
| 2003年3月19日  | MOB SQUAD      | MOB SQUAD                                                                       | VICL-61111                        | - MOB SQUAD feat. PASSER, HUNTER, 黒兄, ONO-G - Revive - Massy Evolution - Thousand Times |
| 2006年5月31日  | V.A.           | YELL                                                                            | VICL-61940                        | - Fantasisita                                                                             |
| 2006年7月19日  | V.A.           | ワイルド・スピードX3 TOKYO DRIFT オリジナル・サウンドトラック                   | UMCK-1211                         | - リサウンド                                                                              |
| 2009年2月25日  | V.A.           | スポコン!〜sports music compilation〜                                           | TFCC-86286                        | - Fantasista                                                                              |
| 2010年6月16日  | やついいちろう | ATARASHII YATSU!                                                                | VICL-63635                        | - Fantasista                                                                              |
| 2011年8月17日  | 布袋寅泰       | ALL TIME SUPER GUEST                                                            | TOCT-27090                        | - DREAMIN'                                                                                |
| 2011年8月17日  | 布袋寅泰       | ALL TIME SUPER GUEST                                                            | TOCT-27091                        | - DREAMIN'                                                                                |
| 2013年12月18日 | V.A.           | エレファントカシマシ カヴァーアルバム2 ～A Tribute to The Elephant Kashimashi～ | UMCK-1468                         | - さらば青春                                                                              |
| 2014年4月9日   | V.A.           | 映画「クローズ EXPLODE」 オリジナルサウンドトラック                             | SRCL-8519                         | - Still Goin' On feat. 50Caliber, Haku the Anubiz, WEZ from YALLA FAMILY                  |
| 2014年6月11日  | V.A.           | The Broccasion -music inspired by BACK DROP BOMB-                               | CTCR-14827                        | - THAT'S THE WAY WE UNITE                                                                 |
| 2014年10月8日  | V.A.           | 800TRIBUTE -champloo is the BEST!!-                                             | HICC-3803                         | - 月灯りの下で                                                                            |
| 2018年6月6日   | V.A.           | hide TRIBUTE IMPULSE                                                            | UPCH-2162                         | - ROCKET DIVE                                                                             |
| 2019年12月18日 | V.A.           | ROTTENGRAFFTY Tribute Album 〜MOUSE TRAP〜                                      | NZS-802(オンライン受注生産限定盤) | - マンダーラ                                                                              |
| 2019年12月18日 | V.A.           | ROTTENGRAFFTY Tribute Album 〜MOUSE TRAP〜                                      | VIZL-1684(完全生産限定盤)         | - マンダーラ                                                                              |
| 2019年12月18日 | V.A.           | ROTTENGRAFFTY Tribute Album 〜MOUSE TRAP〜                                      | VICL-65290(通常盤)                | - マンダーラ                                                                              |

### プロデュース作品
| 発売日       | アーティスト     | タイトル                                | 規格品番  | プロデュース曲                                                                        |
| ------------ | ---------------- | --------------------------------------- | --------- | ------------------------------------------------------------------------------------- |
| 2021年9月8日 | ヒプノシスマイク | Buster Bros!!! VS 麻天狼 VS Fling Posse | KICA-3293 | - SHOWDOWN （作詞：Kj・invisible manners（平山大介・福山 整）作曲・編曲：Dragon Ash） |

## EPISODE シリーズ
スケボーキングと双方の作品で発表しているコラボレーションシリーズ。
|   | 発売日                     | アーティスト   | タイトル                              | 収録作品                                    |
| - | -------------------------- | -------------- | ------------------------------------- | ------------------------------------------- |
| 1 | 2000年3月23日2000年9月27日 | スケボーキング | EPISODE 1 feat.Kj                     | EPISODE 1magic moment…                      |
| 2 | 2000年7月12日2001年3月14日 | Dragon Ash     | EPISODE 2 feat.SHUN, SHIGEO           | Summer TribeLILY OF DA VALLEY（初回盤のみ） |
| 3 | 2001年8月29日              | スケボーキング | EPISODE 3                             | KILLING FIELD                               |
| 4 | 2003年7月23日              | Dragon Ash     | Episode 4 feat.SHUN,SHIGEO            | HARVEST                                     |
| 5 | 2008年11月26日             | SBK            | episode 5 featuring Kj                | RETURNS                                     |
| 6 | 2009年3月4日               | Dragon Ash     | Episode 6 feat. Shun, Shigeo from SBK | FREEDOM                                     |

## タイアップ
| 曲名                                     | タイアップ                                                             |
| ---------------------------------------- | ---------------------------------------------------------------------- |
| Rainy Day And Day                        | テレビ東京系アニメ『VIRUS ‐VIRUS BUSTER SERGE‐』オープニングテーマ     |
| 陽はまたのぼりくりかえす                 | フジテレビ系アニメ『DTエイトロン』オープニングテーマ                   |
| Deep Impact                              | SONY「MDウォークマン」CMソング                                         |
| Amploud                                  | SONY「pepz」CMソング                                                   |
| 静かな日々の階段を                       | 映画『バトル・ロワイアル』主題歌                                       |
| 静かな日々の階段を                       | SONY「MDウォークマン」CMソング                                         |
| Life goes on                             | J-PHONE「写メール」CMソング                                            |
| FANTASISTA                               | 日本テレビ系列『2002 FIFAワールドカップ』テーマソング                  |
| few lights till night                    | music.jp 7月度CMソング                                                 |
| Rainy                                    | kissmarkCMソング                                                       |
| Velvet Touch                             | TBS系『UEFA EURO 2008』テーマソング                                    |
| La Bamba                                 | 京セラ「W64SA」CMソング                                                |
| thought and action                       | フジテレビ系ドラマしゃばけシリーズ『しゃばけ』『うそうそ』テーマソング |
| AMBITIOUS                                | スカパー! 2010サッカーテーマソング                                     |
| ROCK BAND feat. SATOSHI, KOJI ZERO THREE | 「閃光ライオット」2010年度テーマソング                                 |
| Walk with Dreams                         | 大塚製薬「ポカリスエット」CMソング                                     |
| Here I Am                                | フジテレビONE『パチスロ（旅）』エンディングテーマ                      |
| Lily                                     | とちぎテレビ『T.S.☆LAB!! 栃木サッカー研究所』オープニングテーマ        |
| Lily                                     | JRA「有馬記念 THE LEGEND テイエムオペラオー」CMソング                  |
| Tiny World                               | TBS系金曜ドラマ『インビジブル』主題歌                                  |
| エンデヴァー                             | セスタス -The Roman Fighter- オープニングテーマ                        |
| The Lilly                                | MBS・TBS系ドラマイズム『アポロの歌』オープニング主題歌                 |

## 出演

### テレビ
- スパイストラベラー（フジテレビNEXT、2019年9月-） - 櫻井のみ出演

### ウェブテレビ
- （株）サク・コウイチ・サンブの木曜The NIGHT（2017年11月10日 - 12月1日、AbemaTV）[33]櫻井のみ出演